# Poliodestra viola
Poliodestra viola là một loài bướm đêm trong họ Noctuidae.